# حواميم
الحواميم أو ذواتُ حم، يقصد بها سور القرآن التي تبتدأ بلفظ حم، وعددها 7 سور مكية وهي سورة غافر، سورة فصلت، سورة الشورى، سورة الزخرف، سورة الدّخان، سورة الجاثية، سورة الأحقاف.

## معلومات عن السور
1. تبدأ جميع هذه السور بالحروف المقطعة حم، إلاّ أن سورة الشوري تزيد عليهن بالحروف عسق. ويُعتبر لفظ حم آية مستقلة حسب رواية حفص عن عاصم، لكن لا يُعتبر كذلك حسب روايتي ورش، وقالون. وهن بذلك أكبر عدد من السور اللاتي يبدأن بنفس الحروف المقطعة، متتاليات، أو متفرقات. ويمتد طولهن إلى أكثر من 31 ثُمن حزب (ما يعادل جزئين تقريباً).
2. تتماثل سورتي الزخرف والدخان المتتاليتان في مطلعهما ﴿حم، وَالْكِتَابِ الْمُبِينِ﴾، وكذلك تتماثل سورتي الجاثية والأحقاف المتتاليتان في مطلعهما ﴿حم، تَنْزِيلُ الْكِتَابِ مِنَ اللَّهِ الْعَزِيزِ الْحَكِيمِ﴾.

## معنى لفظ حم
اُختلف في تفسير لفظ حم مثل الاختلاف في تفسير أي حروف مقطعة، لكن رُوي عن ابن عباس ثلاثة أقوال في تفسير حم تحديداً. الأول حم اسم الله الأعظم، والثاني حم قسم، والثالث حم من حروف الرحمن، بمعنى أن الحروف المقطعة ألر، وحم، ونون تشكل حروف اسم الرحمن.
أما لغوياً، أنها لا تُجمع على حواميم، كما يقول عامة الناس، وإنما يجب القول ذوات حاميم.  وقال ابن مسعود: "آل حم ديباج القرآن".

## ارتباط الزمر بالحواميم
يُلاحظ أيضاً ارتباط سورة الزمر بالحواميم من ناحيتين:
1. من ناحية النزول: فقد رُوي عن ابن عباس، وجابر بن زيد أن الحواميم نزلت بعد الزمر، وأنها نزلت متتاليات كترتيبها في المصحف، على النحو التالي: المؤمن (غافر)، ثم فصلت، ثم الشوري، ثم الزخرف، ثم الدخان، ثم الجاثية، ثم الأحقاف.[4] وبذلك تمثل الزمر مع الحواميم أكبر عدد من سور المصحف اللاتي يتفق ترتيبيهن في المصحف مع ترتيب نزولهن.
2. احتمال أنها من الحواميم: وذلك لأن لفظ حم تبدأ به سورة الزمر في مصحف أبي بن كعب.[4]